# Platan javorolistý v Podbabě
Platan javorolistý v Podbabě je památný strom, který roste v Praze 6-Dejvicích v místní části Podbaba, na soukromém pozemku v ulici V Podbabě.

## Parametry stromu
- Výška (m): nezadaná
- Obvod (cm): 404
- Ochranné pásmo: vyhlášené - kruh o poloměru 10 m na p.č. 4837, 4838, 4840 a 4865 k.ú. Dejvice
- Datum prvního vyhlášení: 10.07.2001[1]
- Odhadované stáří: 150 let (rok 2016)[2]

## Popis
Platan je v lokalitě dominantním stromem. Je nadprůměrného vzrůstu a věku. Roste uprostřed dvora památkově chráněné novorenesanční reprezentativní vily. Kmen má několik boulí, typickou odlupující se kůru a mírné kořenové náběhy.